# آيت كوحمان (أرزان)
آيت كوحمان هو دُوَّار يقع بجماعة أرزان، إقليم تارودانت، جهة سوس ماسة في المملكة المغربية. ينتمي الدوّار لمشيخة أرزان التي تضم 23 دوار. يقدر عدد سكانه بـ 66 نسمة حسب الإحصاء الرسمي للسكان والسكنى لسنة 2004.

## وصلات خارجية
- البوابة الوطنية للجماعات الترابية
- المندوبية السامية للتخطيط